# Beeraganahalli, Chik Ballapur
Beeraganahalli là một làng thuộc tehsil Chik Ballapur, huyện Kolar, bang Karnataka, Ấn Độ.